# MorphOS

Relationen mellan de olika Amiganoida systemen.

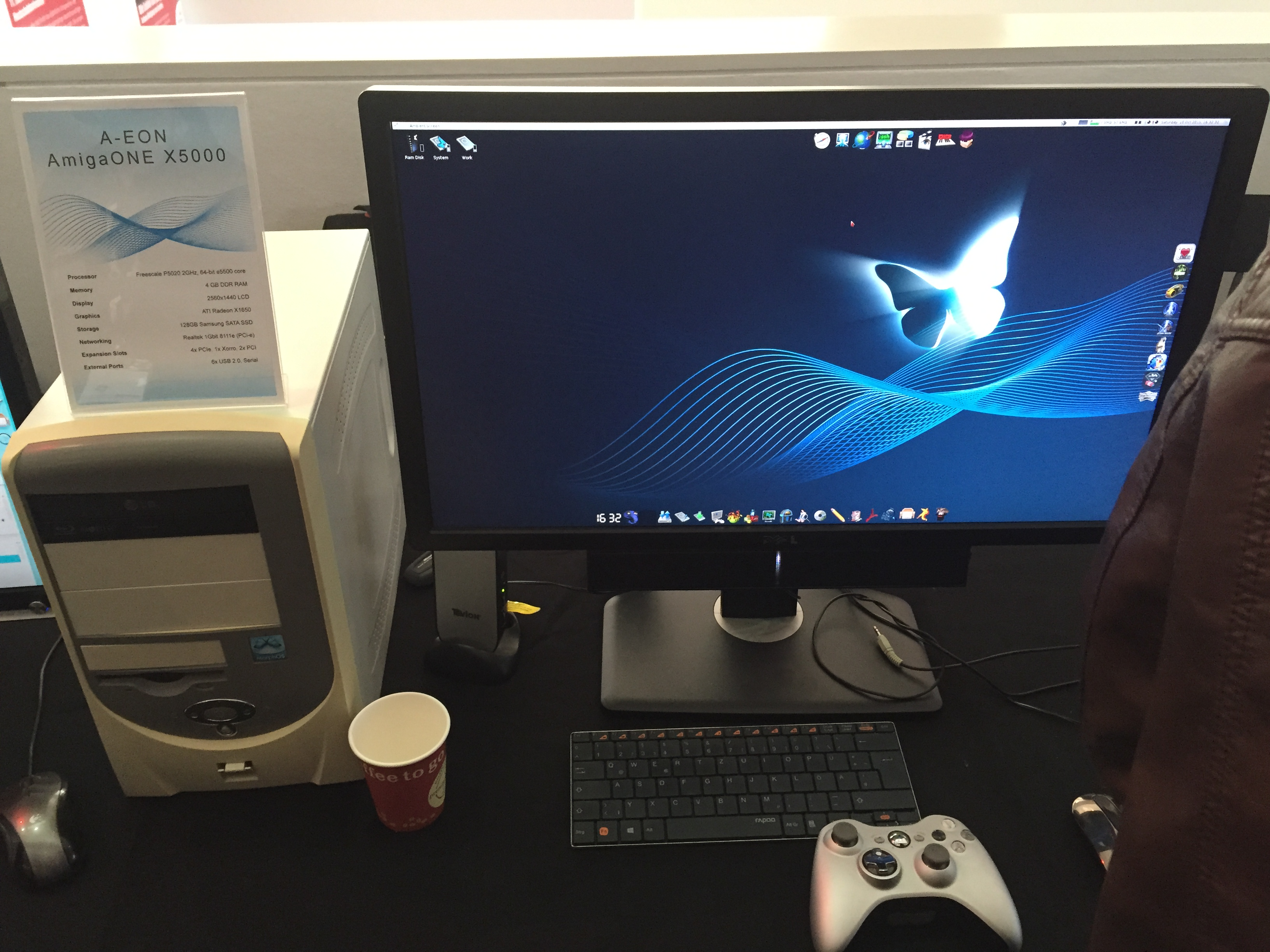
MorphOS 3.10 (beta) körandes på A-Eons X5000-dator oktober 2015.

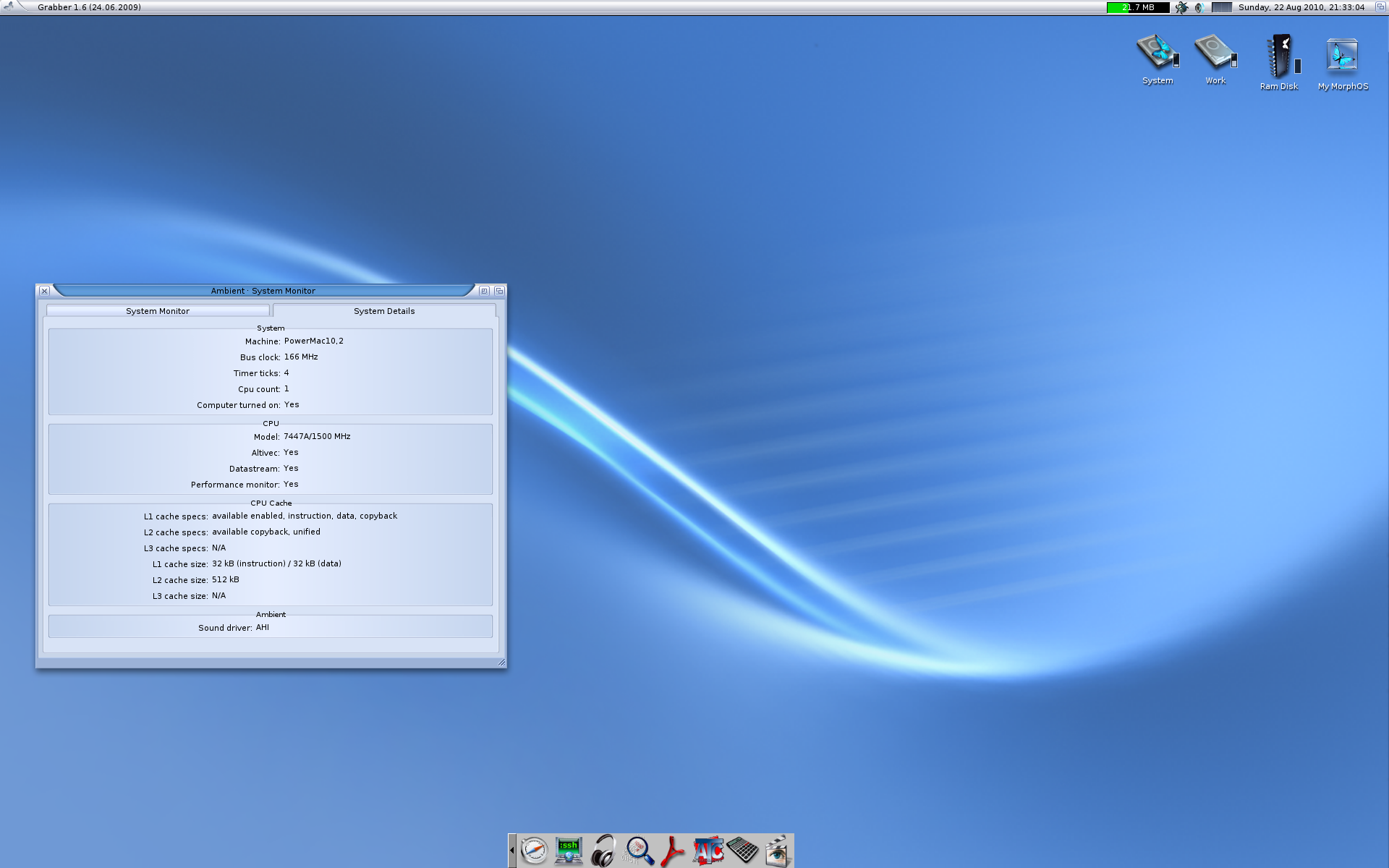
MorpsOS standard-desktop Ambient, som det ser ut i standardutförande. Bilden är från en Power Mac G4 år 2010.

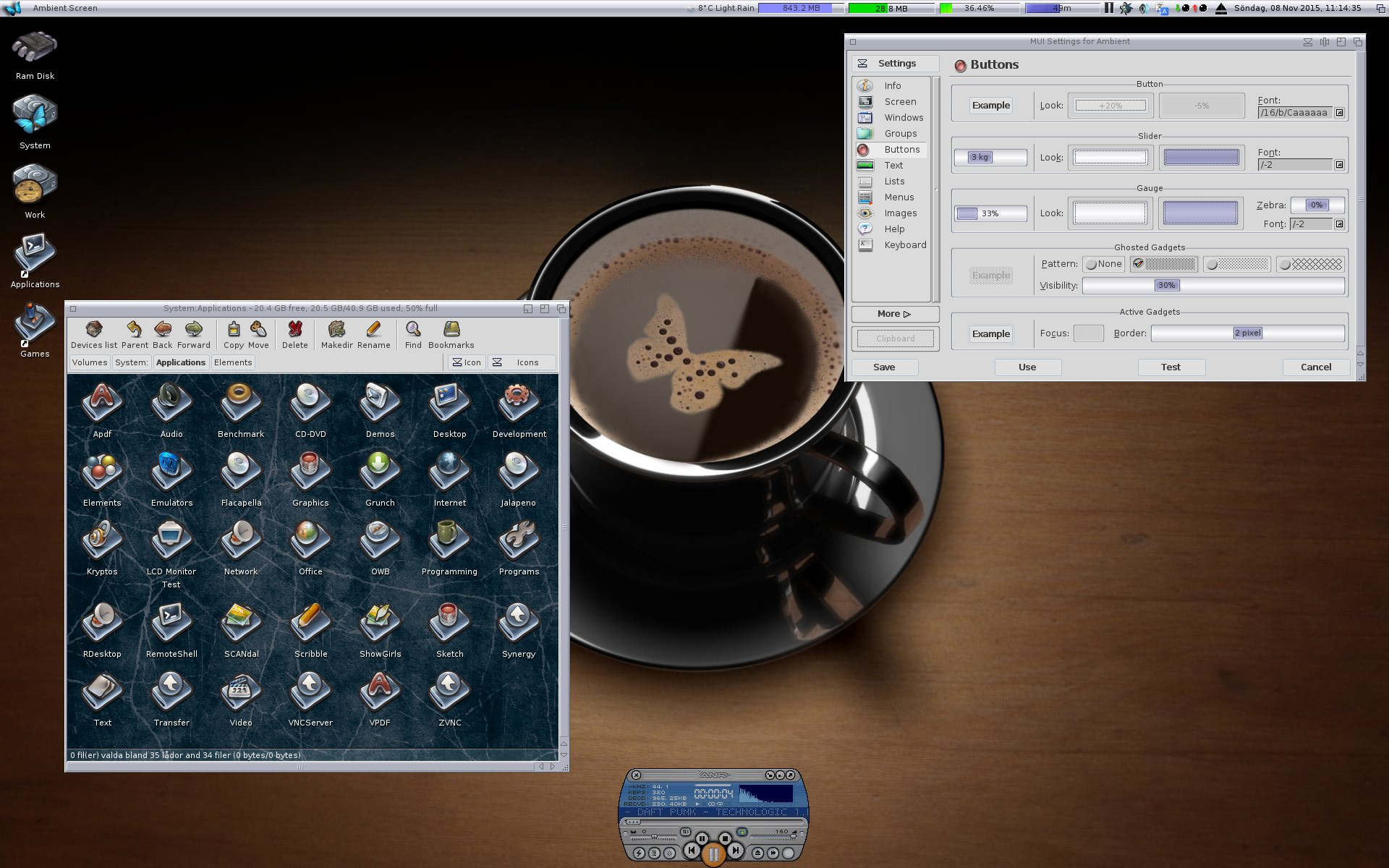
En modifierad version av Ambient. Bilden är från en Mac Mini G4 år 2015.

MorphOS är ett resurssnålt operativsystem som kör på PowerPC-baserade datorer, där de mest anmärkningsvärda är begagnade PPC-baserade Macintosh-datorer från Apple. Den är gjord för att efterlikna och vara API-kompatibel med AmigaOS 3.1, samtidigt som utvecklarna eftersträvar att modernisera operativsystemet så mycket som möjligt utan att bryta API-kompatibiliteten. Medan MorphOS är kommersiellt så är vissa delar öppen källkod, som desktop-miljön Ambient samt vissa delar av systemet som kommer från Linux och AROS. Kärnan är Quark och är en så kallad mikrokärna.
Idag körs MorphOS på Genesi Pegasos I, Genesi Pegasos II, Genesi Efika 5200b, Apple Mac Mini G4, Apple eMac (1.25 GHz och 1.42 Ghz-modellerna), Apple Powermac G4 (med Radeon-grafikkort), Apple Powermac G5 (med Radeon-grafikkort), Apple Powermac Cube (ej det inbyggda ljudkortet), Apple Powerbook G4 (med Radeon-grafikkort), Apple iBook G4 samt SAM460 och SAM460cr av tillverkaren Acube.
Man kan ladda ner och testa MorphOS gratis från utvecklarnas hemsida, men efter 30 minuter börjar systemet bli slöare tills det är oanvändbart. Att starta om datorn ger 30 nya minuter. Köper man en licens slipper man denna begränsning (endast en dator per licens).

## Designfilosofi
MorphOS är utvecklat för att vara ett AmigaOS-likt operativsystem, samt vara API-kompatibelt med AmigaOS 3.1 – den sista versionen av operativsystemet som utvecklades av Commodore innan de gick i konkurs 1994. Detta samtidigt som man strävat efter att modernisera operativsystemet så mycket som möjligt både utseendemässigt och tekniskt inom ramarna för vad API:n tillåter. För detta ändamål har man inkorporerat ett flertal olika tredjeparts-program som genom åren blivit mer eller mindre standard i AmigaOS 3.1, som MUI, Cybergraphics och AHI. Detta har resulterat inte bara i ett effektivt och resurssnålt operativsystem, utan gör det även möjligt att använda sig av många av de Amigaprogram som redan finns.
Nackdelen är att MorphOS även har fått ärva AmigaOS 3.1:s svagheter, som en föråldrad minneshantering, strikt 32bits-hantering samt ingen möjlighet att köra på mer än en kärna eller CPU. Dessutom kan inte MorphOS köra Amigaprogram och -spel som direkt anropar Amigans hårdvara – vilket var en vanlig praxis för att snabba upp dessa – utan en extern emulator.
Till skillnad från AmigaOS 4 så är MorphOS inte baserad på källkoden från tidigare AmigaOS-versioner, utan API-kompatibiliteten har uppnåtts genom reverse engineering.

## Komponenter

### Quark
Quark är en mikrokärna designad för att köra helt virtuella datorer, här kallad boxar (samma sak som sandbox). Med detta kan man i teorin köra flera olika operativsystem parallellt. Eftersom Quark är gjord för att vara kompatibel med Amigans Exec så klarar den av synkront/asynkront message passing. Den har också moderna funktioner som multikärnestöd och minnesskydd. Detta för att underlätta MorphOS övergång till nästa generation (kallad Qbox) och göra operativsystemet helt modernt. Dock släpptes QBox-versionen aldrig.
Två viktiga komponenter i Quark är Abox och Trance JIT (se nedan).

#### ABox
Detta är för närvarande den enda boxen som körs under Quark. Den innehåller en egen PPC-version av Exec som översätter M68000-kod till PPC-kod, vilket gör att operativsystemet behandlar dessa två olika processorer som en och samma. Resultatet är att MorphOS kan blanda kod sömlöst utan att störa multitaskingen, något traditionell emulering inte klarar av.
ABox har dock ärvt flera av AmigaOS brister, som omodern minneshantering (ett kraschat program kan göra systemet instabilt, eller till och med krascha hela OS:et), inget 64-bitstöd eller stöd för fler kärnor/CPU:er än en. Att rätta till dessa är svårt utan att bryta API-kompatibiliteten. En annan nackdel är att ABox är skrivet för PPC, en numera död arkitektur för hemmadatorbruk, vilket drastiskt begränsar vilken hårdvara den kan köra på.

#### Trance JIT
Trance är en JIT-kompilator/kodöversättare som används för att snabba på ABoxens M68000-kodöversättning avsevärt. Resultatet är att de flesta Amigaprogram kör mycket snabbare i MorphOS än på M68060-processorn, den snabbaste processorn Amigan har stöd för. Dock har MorphOS ingen inbyggt emulering för Amigans specialchips, vilket gör att den stora mängden Amiga-program och -spel som direkt anropar dessa inte fungerar.

### Ambient
Ambient är MorphOS standard-desktopsystem och har hämtat mycket inspiration från både Amigans Workbench och tredjeparts-programmet Directory Opus Magellan. Ambient har varit öppen källkod sedan 22 januari 2005.

### CybergraphX
CybergraphX var ursprungligen skapat av Phase5 för att ge Amigadatorer grafikkortsstöd. Sista versionen för Amiga är 4 medan version 5 är en integrerad del av MorphOS. Den har bland annat Altivec-stöd och visst stöd för dual display.

### Goa (Warp3D)
Goa är en egengjord version av Warp3D.library och Warp3DPPC.library, och används för spel och program som använder dessa libraries på Amigan för att rendera 3D-grafik. Detta finns dock endast tillgängligt för äldre grafikkort då utvecklingen har upphört till förmån för MorphOS egna 3D-lösningar.

### Magic User Interface
MUI utvecklades och släpptes till Amigan 1993 som ett system att skapa och modifiera Workbenchs användargränssnitt. Numera är det en integrerad del av Ambient och erbjuder användaren möjligheten att ändra på sitt GUI i mycket stor utsträckning.

### TinyGL
Detta är baserat på OpenGL 1 och är ett program för att rendera och erbjuda hårdvaruaccelererad 2D- och 3D-grafik.